# Thierry Fournier (rugby à XV)
Pas d'image ? Cliquez ici

a Compétitions nationales et continentales officielles uniquement.

Thierry Fournier est un joueur de rugby à XV, né le 8 octobre 1959 à Alger.

## Biographie
Il a évolué en tant que joueur au sein de l'Aix rugby club, en 1975. Il rejoint ensuite le RC Toulon avec Daniel Herrero comme entraîneur, et joue la finale entre le RC Toulon et le Stade toulousain au Parc des Princes le 25 mai 1985. Cette finale reste célèbre en raison du fait que la victoire du Stade toulousain s'est jouée aux prolongations. Thierry Fournier marque le premier essai pour Toulon lors de cette finale du championnat de France. Il porte le maillot numéro 11.  
Après de nombreuses blessures, Thierry Fournier met fin a sa carrière rugbystique en tant que joueur. De retour à Aix-en-Provence, il devient quelques années plus tard, entraîneur de l'équipe de Pro D2 du Pays d'Aix de 2007 à 2010 avec Gilbert Doucet,.

## Palmarès
- Championnat de France de première division :
  - Vice-champion (1) : 1985